# Аравана срібляста
Аравана срібляста (Osteoglossum bicirrhosum) — вид тропічних південноамериканських прісноводних риб родини Араванових. Популярна акваріумна риба.

## Зовнішній вигляд
Тіло завдовжки до 90 см, маса до 6 кг, в середньому 4,6 кг. Тіло стрічкоподібної форми сильно сплющене з боків, вкрите крупною світлою лускою із сильним сріблястим блиском із золотистим полиском. Молоді аравани із жовто-помаранчевими смугами і блакитним блиском. Спинний та анальний плавці дуже довгі та вузькі, майже зливаються із хвостовим плавцем. У спинному плавці 42-50 променів, в анальному 49-58. У бічній лінії 30-37 лусок. Хребет нараховує 84-92 хребців. На нижній щелепі два вусики. Рот у вигляді ковша.

## Поширення та спосіб життя
У природі поширена в прісних водоймах Південної Америки: басейн Амазонки, Рупунуні та Ояпок. Інтродукована в Північній Америці, декілька разів араван відловлювали у водоймах у різних штатах США. Населяє заводі та прибережні зони річок з температурою води 24-30 °C. Під час щорічних розливів амазонки аравана запливає у заплавні ліси. Пелагічна риба. Здатна мешкати у водах із низьким вмістом кисню.

## Живлення

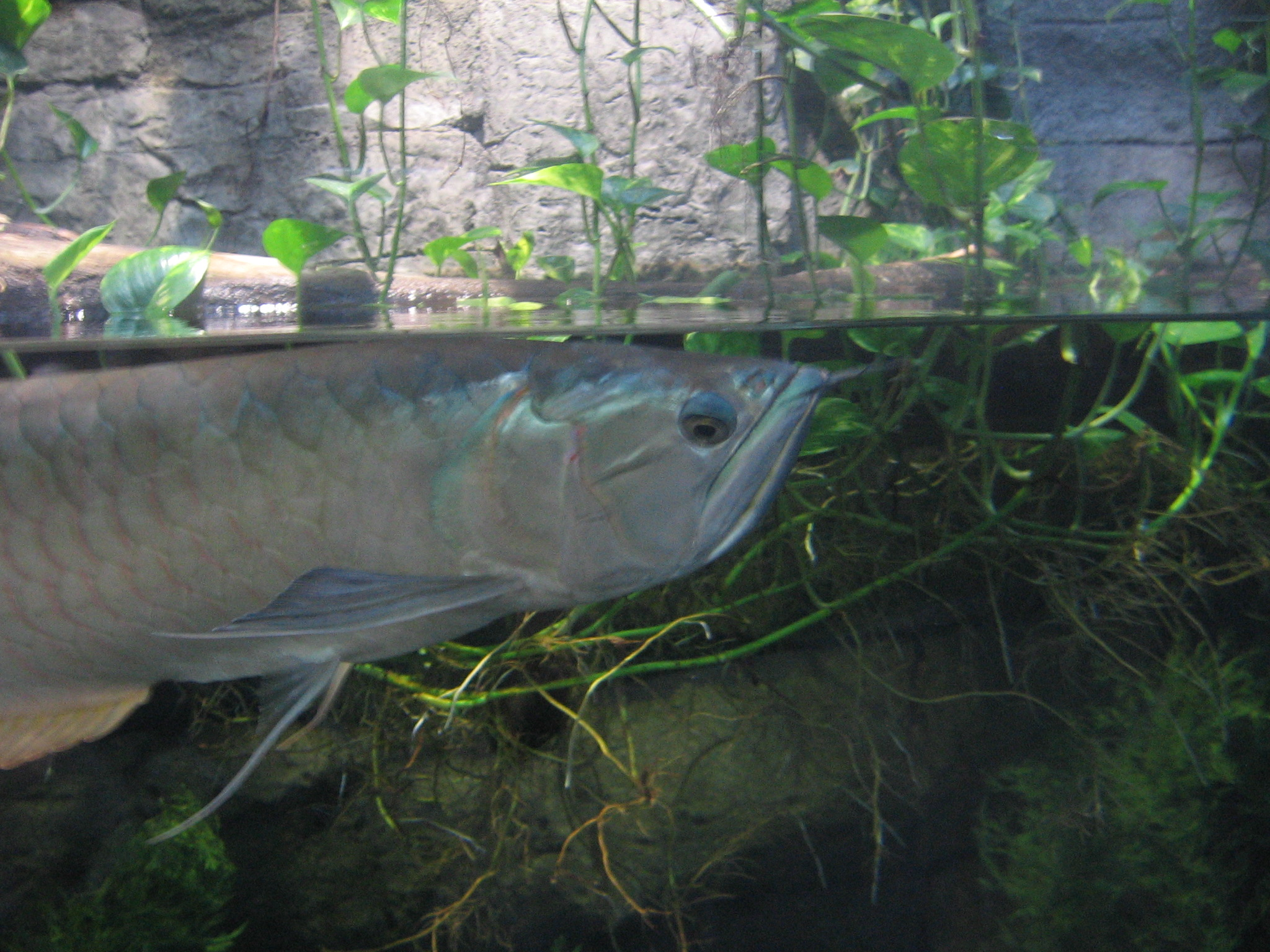
Срібна аравана живиться головним чином збираючи комах із поверхні води

Основу живлення в природі складають комахи, головним чином великі жуки. Поїдають також ракоподібних, дрібних риб, птахів та інших тварин, які плавають на поверхні. Аравана здатна вистрибувати з води на висоту до 3-х метрів, захоплюючи здобич.

## Нерест
Нерест відбувається під час початку повені. Самка відкладає невелику кількість яєць, яку самець виношує в роті. За спостереженнями у неволі, самець інкубує ікру протягом 40 діб. Ікра дуже велика, червоно-помаранчевих відтінків, краплеподібної форми, з великим запасом поживних речовин. Мальки вилуплюються розміром 3 см, після вилуплення продовжують залишатися у роті одного з батьків, періодично випливаючи назовні. Жовточний мішок ікри продовжує бути джерелом їжі навіть у мальків довжиною 6-7 см. Молоді риби залишають рот батьків через 5 тижнів. Корм аравана починає споживати після розсмоктування жовточного мішка.

## Утримання в акваріумі

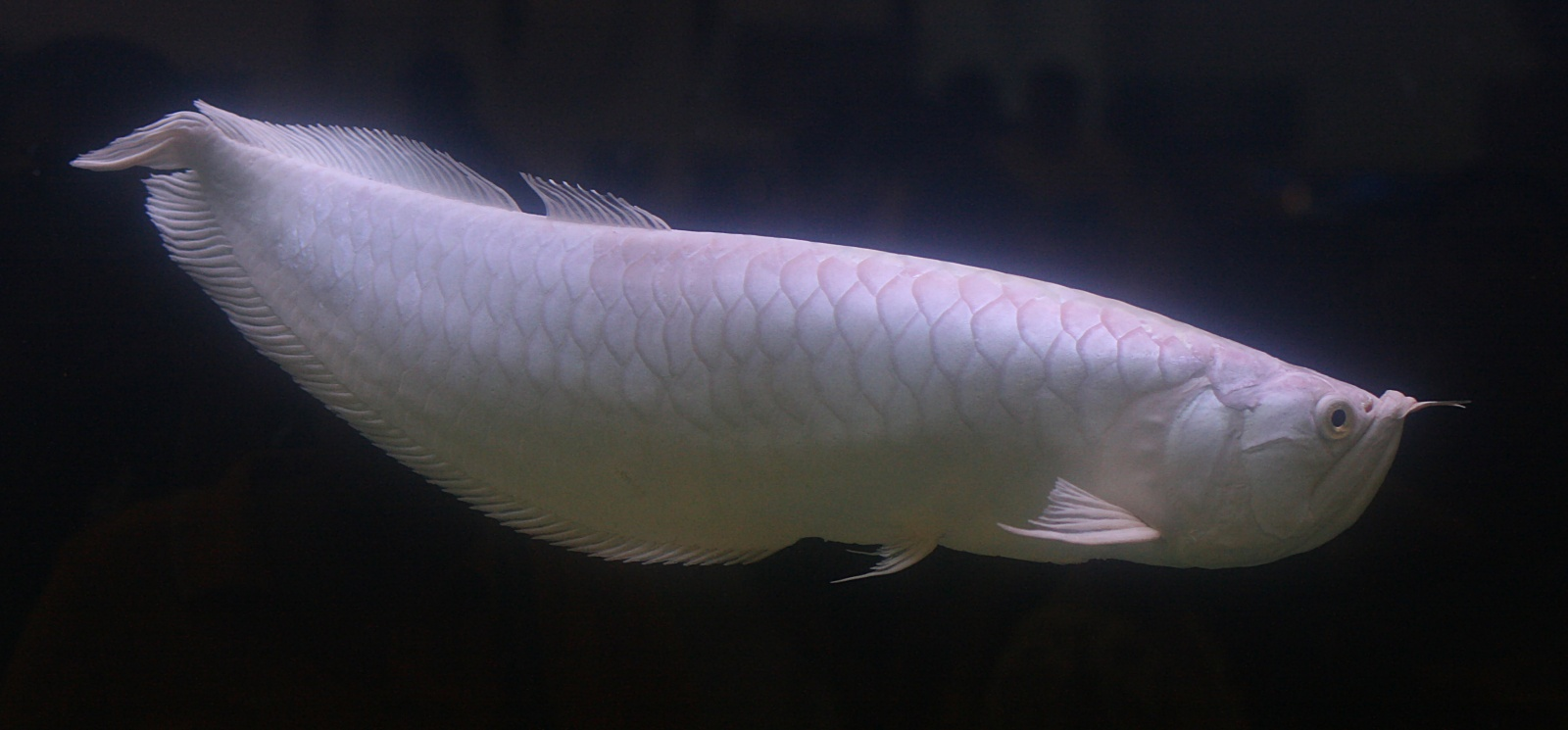
Варіація срібної аравани відома як «сніжна аравана» або «платинова аравана», яку спричинює лейкізм. На 6-х змаганнях тропічних риб «Pramong Nomjai Thaituala», Таїланд, 2007

Найважливішою умовою утримання цих риб є розміри акваріума. Рекомендований об'єм має бути від 500 літрів. Мінімальний розмір акваріума складає: 160 см довжина, 60 см ширина, 50 см висота. Ідеальні розміри повинні відповідати наступній формулі: довжина акваріума повинна бути принаймні в три рази більша довжини риби, а ширина на менше ніж 1,2 розміру риби. Молодих риб допускається тимчасово утримувати в менших акваріумах, але з часом вони повинні бути переведені в акваріум потрібних розмірів для уникнення деформацій тіла та забезпечення максимальної довжини і тривалості життя. Акваріум повинен бути надійно закритий зверху склом для запобігання вискакування риби.
Срібна аравана віддає перевагу м'якій воді з рН від 6,0 до нейтральної. Необхідна сильна фільтрація, 25-30 % води та щотижневе прибирання акваріума для підтримання відповідних характеристик води. Температура при утриманні від 24 до 28° С, в ідеалі близько 26°С.
Срібну аравану можна утримувати з іншими акваріумними рибами середнього розміру (рибами-ножами, папугами, великими боціями, птеригопліхтами, скаляріями тощо). Не рекомендується утримувати в одному акваріумі більше однієї аравани оскільки вони агресивні по відношенню до особин свого виду.
В акваріумах аравану годують тваринною їжею — комахами, креветками, рибою, нежирним м'ясом, жабами тощо. Але краще за все годувати спеціально розробленими для цього плаваючими гранулами.